# Память о войне 1812 года
Отечественная война 1812 года оставила глубокий след в памяти российского общества, в его культуре, архитектуре, искусстве, национальных праздниках и торжествах. Отражение событий, связанных с походом Наполеона на Россию, можно найти не только в русской, но и в других европейских культурах, у народов, которые в 1812 году пришли в Россию с  оружием в руках.

## Память о войне 1812 года в Российской империи

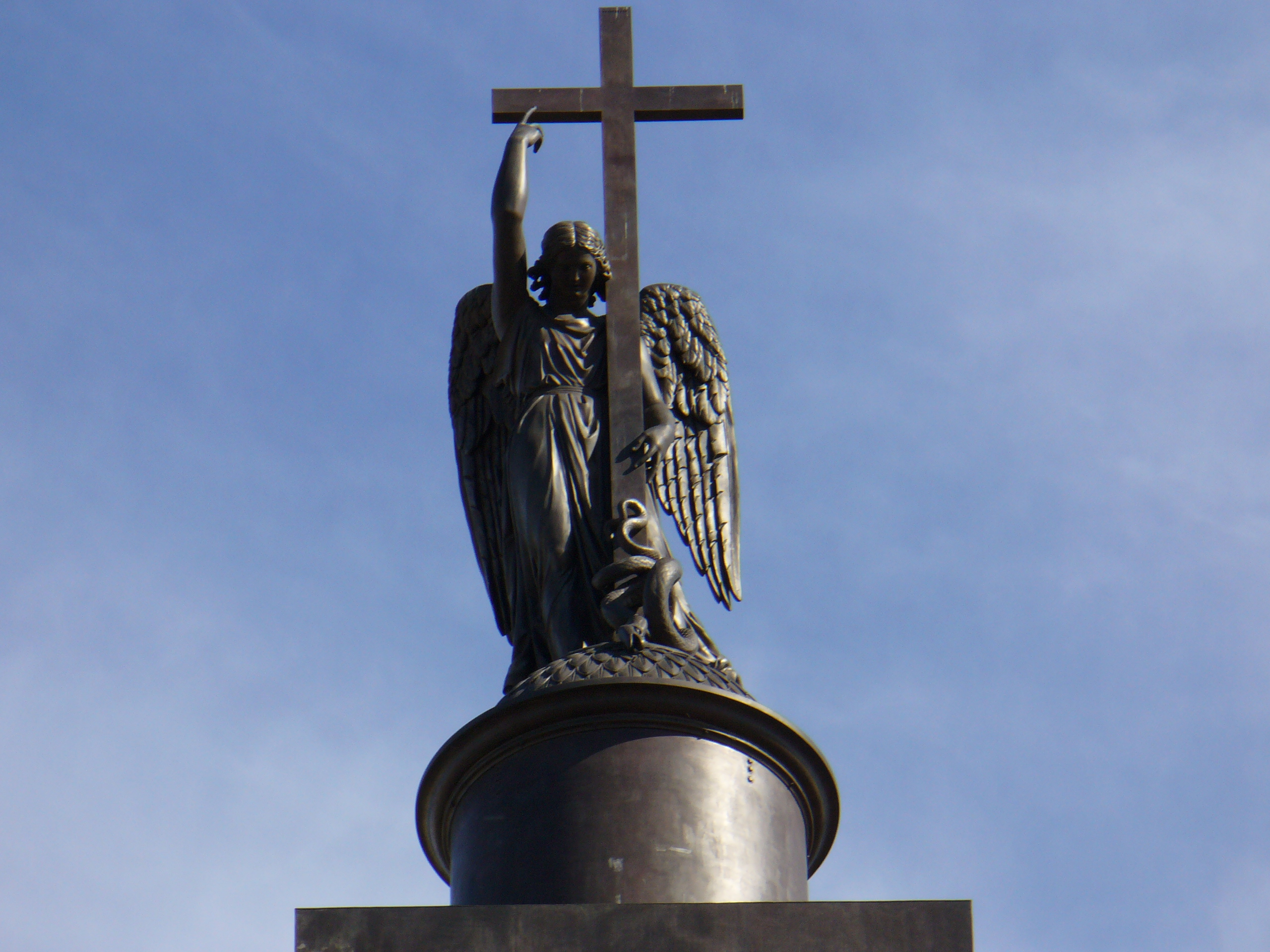
Ангел на Александровской колонне

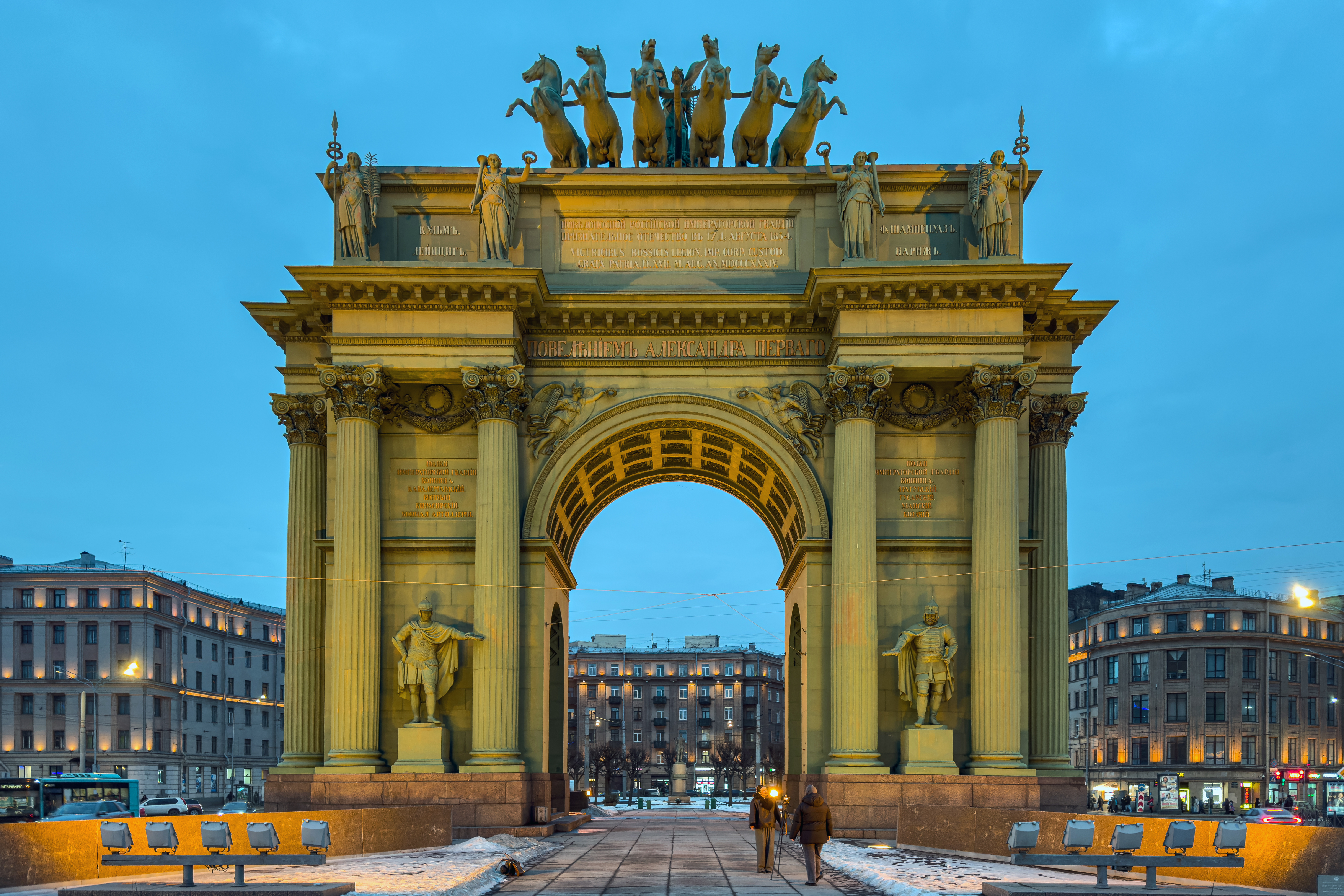
Нарвские Триумфальные ворота

После победного разгрома армии Наполеона, русская армия возвращалась в Россию. В Петербурге к её встрече были сооружены Нарвские триумфальные ворота, через которые войска торжественным маршем прошествовали в северную столицу России для празднования победы. Ворота были выполнены по проекту архитектора Д. Кваренги из дерева. Уже к 20-летнему юбилею они были переделаны В. П. Стасовым в каменные, с сохранением первоначального замысла. Арку ворот увенчала колесница победы, запряжённая шестёркой боевых коней; по обеим сторонам самой арки — между её колонн — статуи русских витязей.
Также к 20-й годовщине победы, в 1834 году, на Дворцовой площади была воздвигнута величественная монументальная Александровская колонна. Она была выполнена по замыслу О. Монферрана из цельного колоссального гранитного монолита весом более 600 тонн. Фигура ангела, венчающая колонну, была исполнена Б. И. Орловским. Скульптор придал ангелу образ императора Александра I, и колонна получила название Александровской. Так как ангел с крестом находится на высоте 47,5 метров, черты лица его рассмотреть невозможно. В память об этом событии был отчеканен рубль с изображением колонны и с надписью — «Благодарная Россия 1834».
В Москве в честь победы русского народа в Отечественной войне были сооружены в 1829—1834 годах Московские Триумфальные ворота по проекту архитектора О. И. Бове. Арка была сооружена на площади Тверской Заставы, которая после этого стала называться площадью Новых Триумфальных Ворот.
В 1839 году, в новую годовщину, на Бородинском поле был сооружён в честь знаменитой битвы под деревней Бородино Монумент героям Бородинского сражения. Это был чугунный памятник в виде пирамидальной колонны с рифлёным позолоченным куполом и венчающим его шестиконечным крестом. С западной стороны этого памятника, «…сияет икона Спаса Нерукотвореннаго» и под нею золотая надпись: «Тобою спасение наше». На других сторонах перечислены все воинские подразделения и даже неприятельские — французские, итальянские, баварские, вюртембергские, участвовавшие в этом кровавом сражении. Тут же, за оградой, находилась могила Багратиона. К открытию этого памятника были отчеканены памятные монеты крупного номинала достоинством в рубль и полтора рубля, на реверсе которых увековечено изображение «Бородинской колонны» (в 1932 году монумент был взорван вместе с могилой П. И. Багратиона).
Тогда же, в 1839 году, был основан Бородинский музей по волеизъявлению императора Николая I, который за два года до этого выкупил село Бородино для цесаревича Александра. Село стало царским имением, и тогда же был заложен главный монумент. У подножия памятника, в небольшой сторожке, поселили двух инвалидов Отечественной войны 1812 года, которые ухаживали за памятником и хранили в специально отведённой комнате первые экспонаты музея: находки с поля сражения, военные карты, предметы солдатского быта. В 1839 году в селе Бородино появился дворцово-парковый ансамбль. В этом же году впервые праздновалась годовщина Бородинского сражения с грандиозными манёврами, на которые было собрано 120 тысяч регулярного войска. На торжествах присутствовал сам император, который в течение двух недель жил в своём дворце.
В 70-ю годовщину изгнания Наполеона из России, в Москве было завершено строительство грандиознейшего храма Христа Спасителя. Он был возведён по замыслу императора Александра I в память об избавлении Москвы от нашествия французов.
К 50-летию и 60-летию Бородинской битвы Военно-топографическим депо были проведены съёмки бородинского поля. В 1909 г. была проведена масштабная и очень репрезентативная выставка, посвящённая предстоящему 100-летнего юбилею, в рамках планировавшегося к созданию Музея 1812 года. С 1813 по 1913 гг. в России проводились ежегодные концерты оркестров императорской гвардии в пользу ветеранов войны 1812 г. В рамках этих концертов были и зарубежные выступления русских военных музыкантов за границей, в частности в Париже. И. Д. Сытин к юбилею приурочил многотомное издание «Отечественная война и русское общество. 1812—1912». О праздновании 100-летнего юбилея победы см. 100-летие Отечественной войны 1812 года.

## Национальные праздники и торжества
30 августа 1814 года император Александр I издал следующий указ: «Декабря 25 день Рождества Христова да будет отныне и днём благодарственного празднества под наименованием в кругу церковном: Рождество Спасителя нашего Иисуса Христа и воспоминание избавления церкви и Державы Российския от нашествия галлов и с ними двадесяти язык». Праздник Рождества Христова до 1917 года в Российской империи отмечался как национальный День Победы.
100-летие Отечественной войны
В 1912 году, в год столетия Отечественной войны 1812 года, правительство России решило разыскать живых участников войны. К августу 1912 года было выявлено 25 здравствующих очевидцев нашествия Наполеона на Россию, в том числе 14 участников боевых действий. В окрестностях Тобольска был найден Павел Яковлевич Толстогузов (на илл.), предполагаемый участник Бородинского сражения, которому на тот момент исполнилось 117 лет. Однако краевед Анатолий Звездин и доктор исторических наук Александр Ярков опровергают участие Толстогузова в Отечественной войне 1812 года, поскольку он, по их версии, родился 5 (17 ноября) 1817 года.

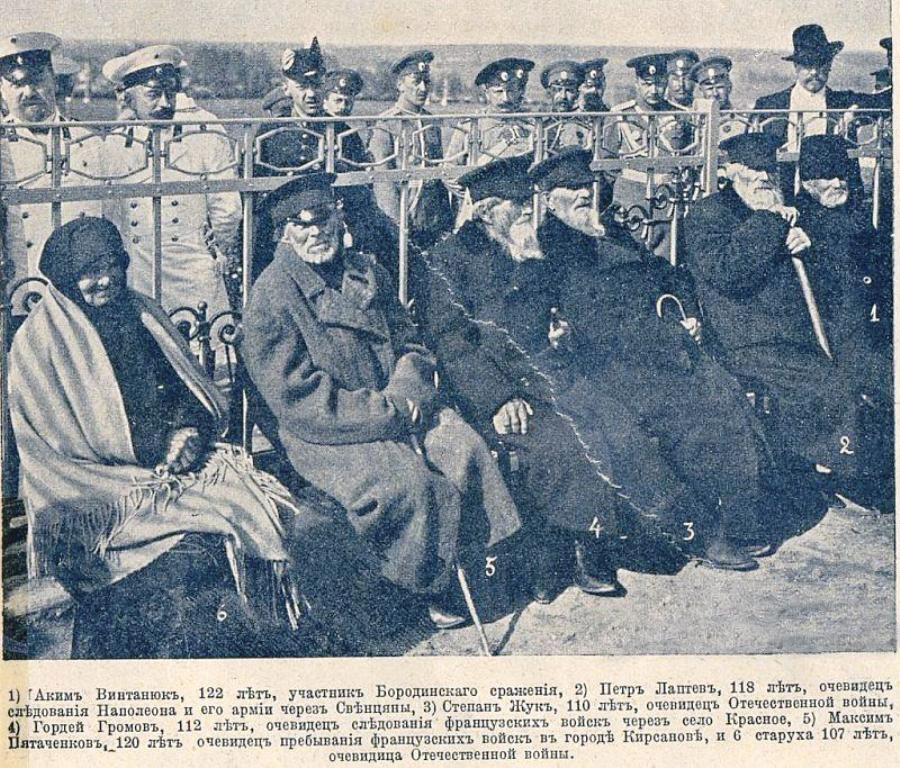
Бородино. Очевидцы Отечественной войны 1812 года (1912)
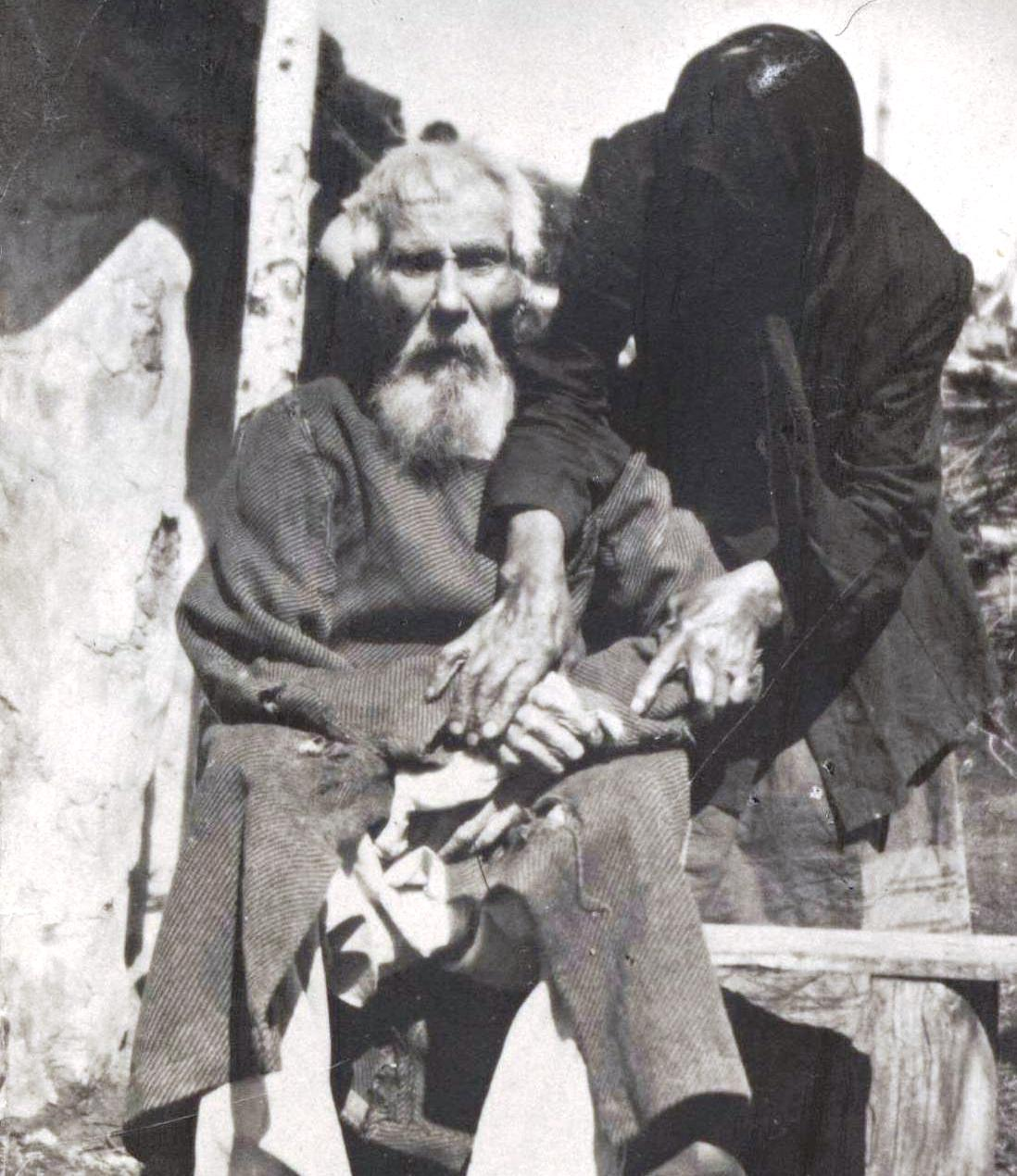
Павел Яковлевич Толстогузов (1912)
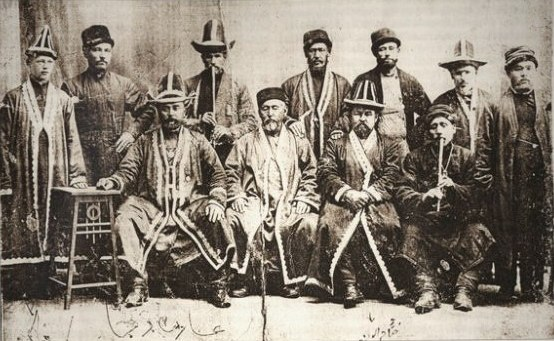
Башкиры в Оренбурге на праздновании 100-летия победы в Отечественной войне 1812 года.

200-летие Отечественной войны
- 4 сентября 2012 года в Москве открыт Музей Отечественной войны 1812 года.
- Интернет-проект Российской государственной библиотеки. Отечественная война 1812 года: Эпоха в документах, воспоминаниях, иллюстрациях.
- Интернет-проект РИА Новости «1812: Война и міръ» стал лауреатом Премии Рунета — 2012.
- С 12 августа по 19 октября 2012 года отряд донских казаков на лошадях донской породы повторил поход Платова «на Париж» («Поход „Москва — Париж“»). Целью похода также было поклонение могилам русских воинов по пути следования.
- 200-летие победы России в Отечественной войне 1812 года (монеты)
- Памятный знак «Хлеб нашей памяти»

## Музеи
- Москва — музей Отечественной войны 1812 года
- Москва — музей-панорама «Бородинская битва»
- Бородино — Государственный Бородинский военно-исторический музей-заповедник
- Малоярославец — военно-исторический музей 1812 года[8]
- Александровский зал Зимнего дворца в Санкт-Петербурге.
- Военно-исторический музей артиллерии, инженерных войск и войск связи — в экспозиции музея представлено множество трофейных образцов артиллерийского вооружения, а также обмундирования и экипировки французских войск.
- Елабуга — единственный в России музей-усадьба кавалерист-девицы Надежды Дуровой[9][10]

## Архитектура и скульптура

### Архитектура
Триумфальные арки

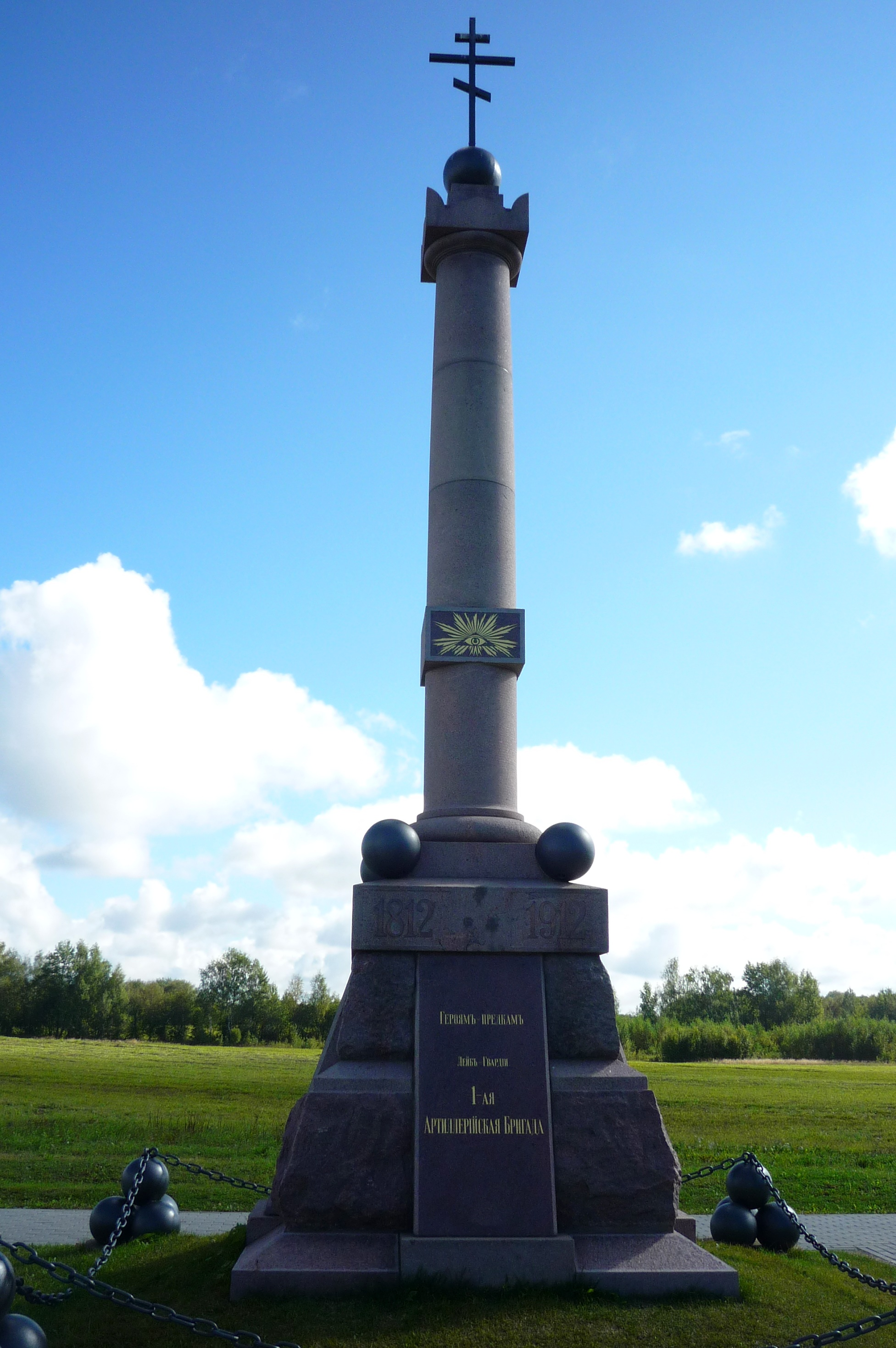
Обелиск 1-й лейб-гвардии конно-артиллерийской бригаде, 1912

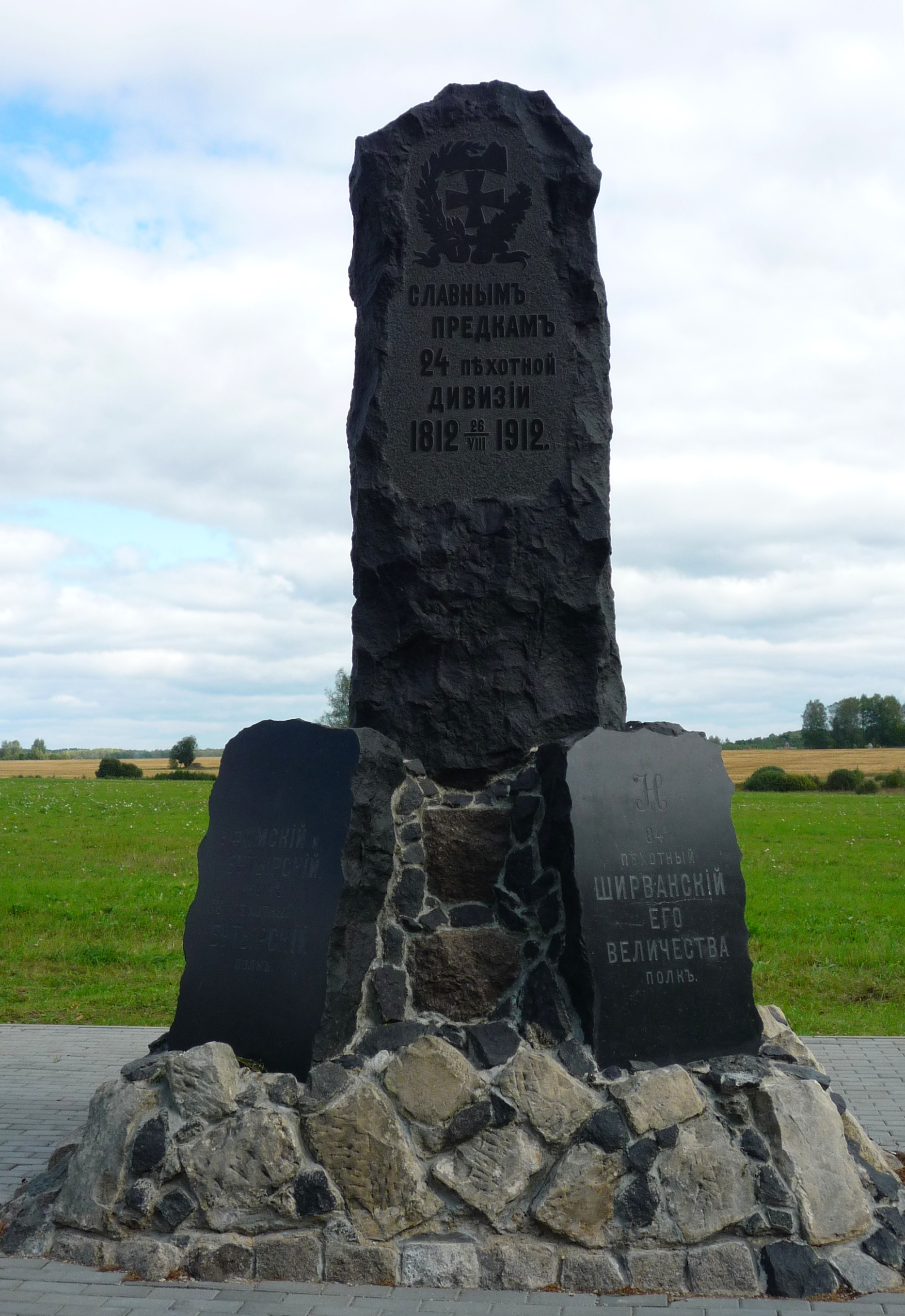
Памятник 24-й пехотной дивизии (Лихачёва), 1912

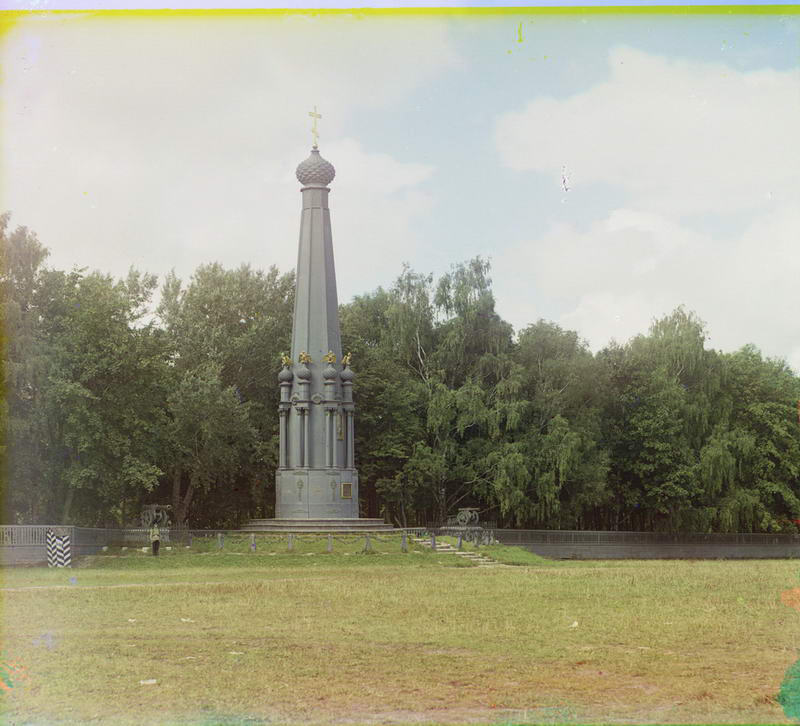
Памятник защитникам Смоленска 1812 года. Фото 1912 г. (уцелел)

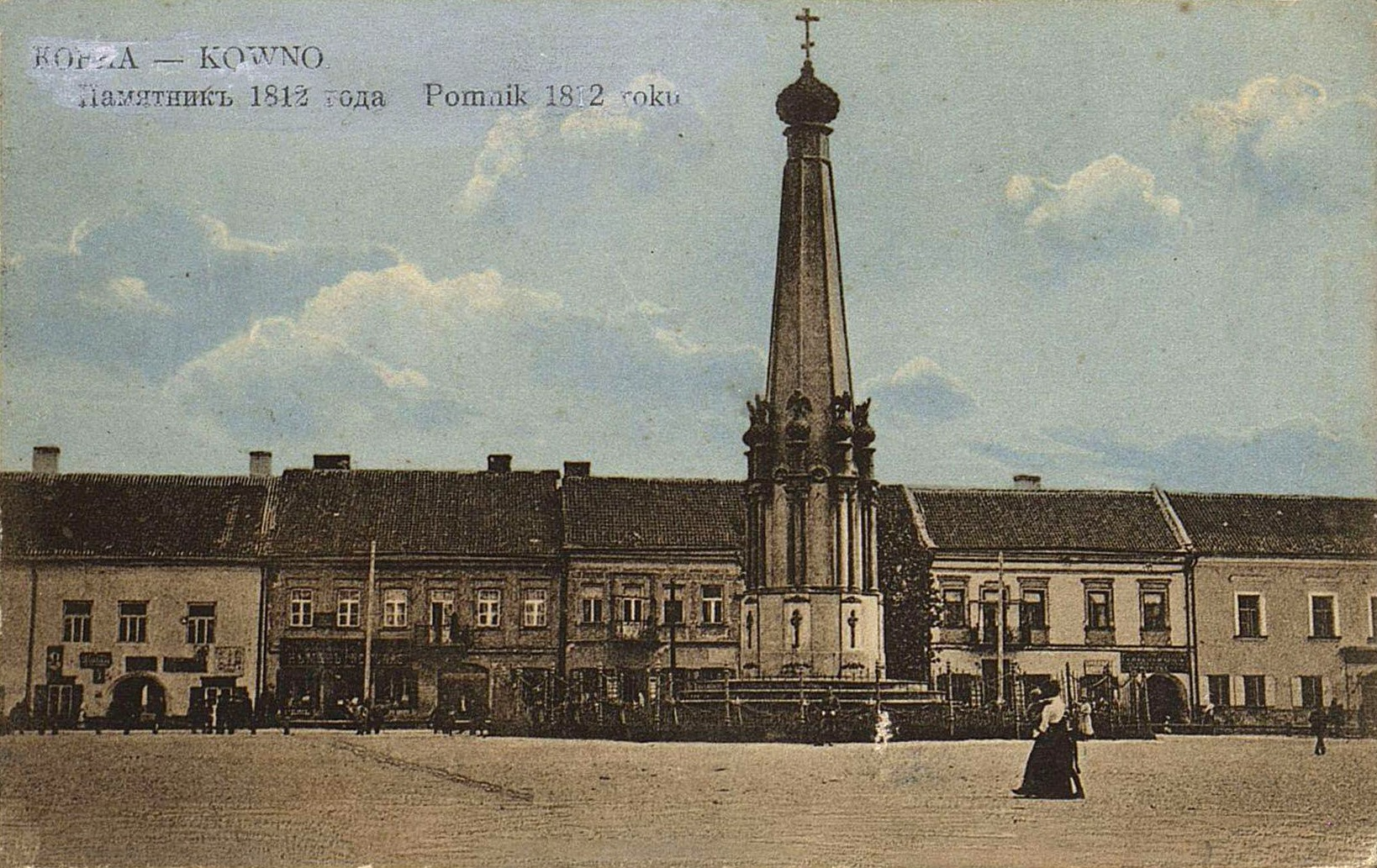
Ковно. Памятник 1812 года. Фото 1900-х гг. (снесён)

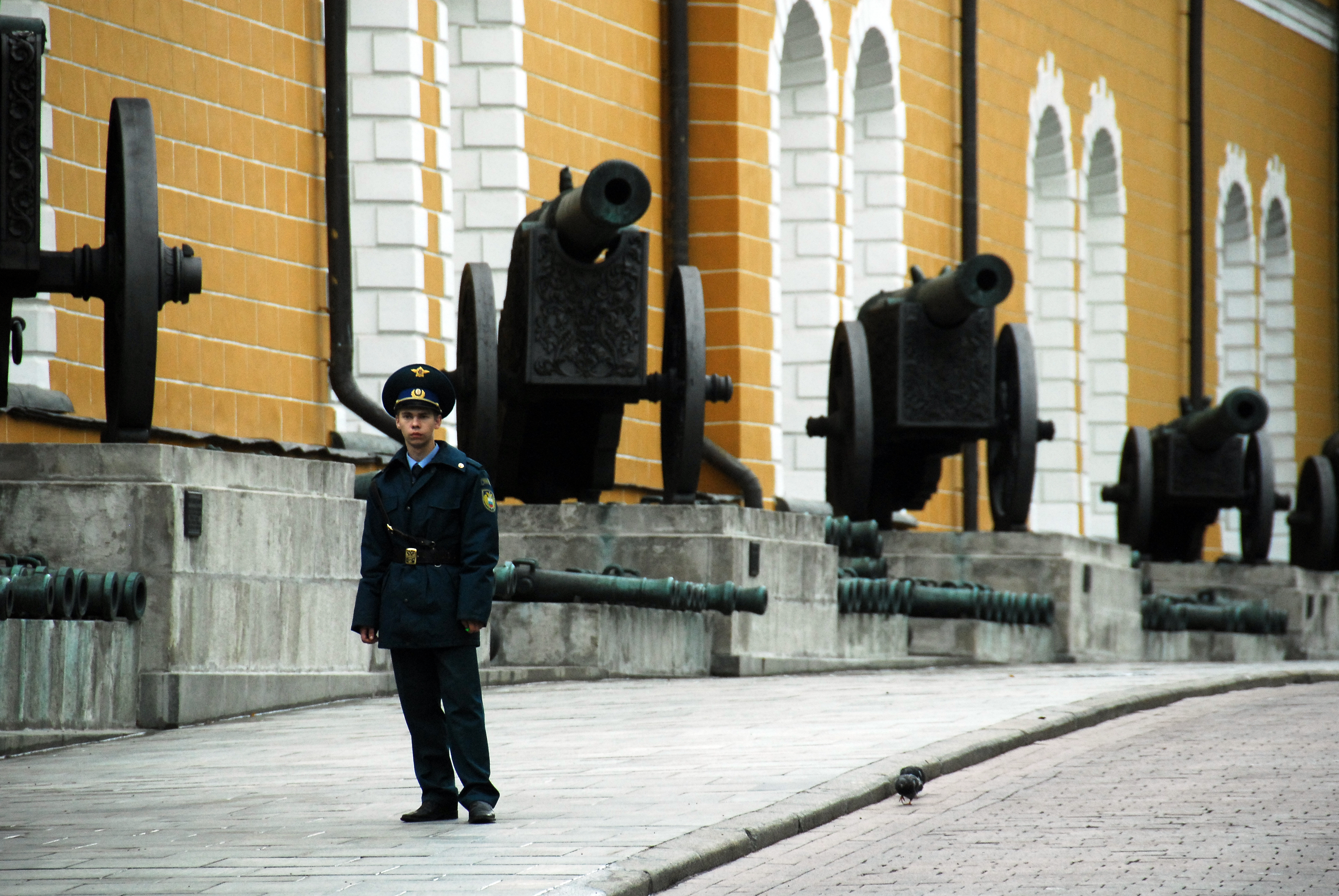
Пушки «великой армии» перед Кремлёвским арсеналом

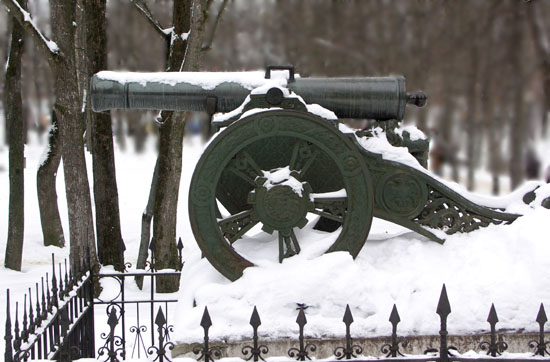
Захваченная у французов пушка в Смоленске

Памятник донским казакам — участникам войны 1812 года

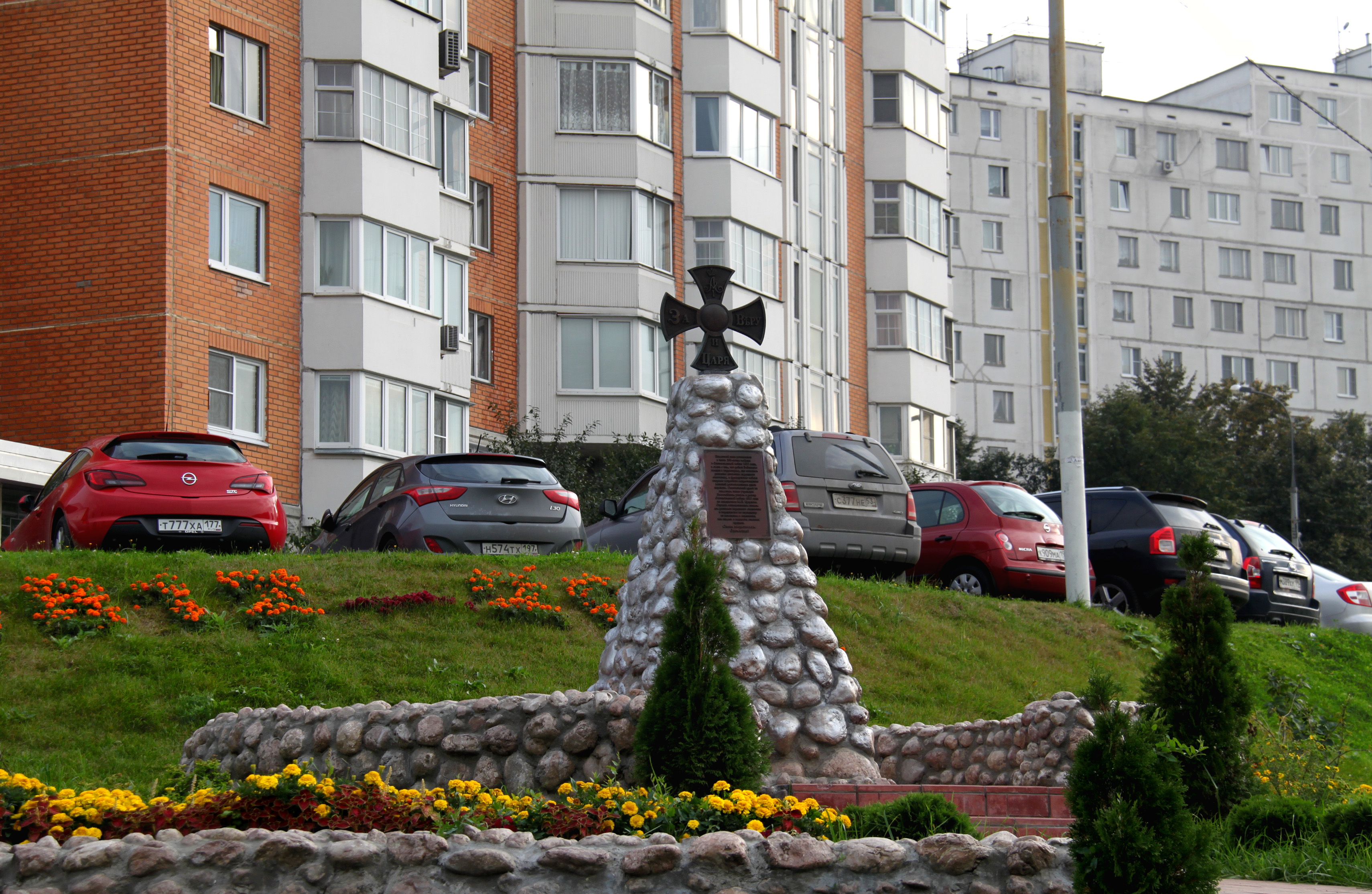
Памятник в честь 200-летия победы в Отечественной войне 1812 года в районе Зябликово Москвы

- Александровские ворота (Рига) (1815—1817)
- Триумфальные арки в Новочеркасске (1817)
- Триумфальная арка (Диканька) (1820)
- Триумфальная арка Главного Штаба (1828)
- Нарвские триумфальные ворота (1827—1834)
- Триумфальная арка (Москва) (1829—1834)

Памятные храмы
- Казанский собор (Санкт-Петербург) — в 1813—1814 годах в соборе были выставлены 107 трофейных французских знамён и штандартов разгромленных французских полков, 93 ключа от крепостей и городов взятых русской армией. В Казанском соборе находится гробница М. И. Кутузова, в 25-ю годовщину разгрома Наполеона на площади перед Казанским собором были торжественно открыты бронзовые памятники М. И. Кутузову и М. Б. Барклаю-де-Толли.
- Церковь Николая Чудотворца в Усолье (1813—1820) — построена в память победы в Отечественной войне 1812 года[11][12].
- Церковь Спаса-Нерукотворного (1818—1820) — храм основан вдовой погибшего генерала А. А. Тучкова[13]
- Михайловский собор Псково-Печерского монастыря (1815—1827) — церковь построена графом Витгенштейном в память о павших в боях в 1812 году[14].
- Спасо-Бородинский монастырь — основан в 1839 году на месте Бородинского сражения
- Николаевский Черноостровский монастырь — разрушен в 1812 году, после восстановления получил статус памятника Отечественной войны 1812 года г[15]
- Троицкий собор (1824—1841) — бывший кафедральный собор в Симбирске / Ульяновске, снесён в 1936 году.
- Воскресенский собор в Арзамасе (1814—1842)
- Александровская колокольня возле Успенского собора в Харькове (1844)
- Храм Христа Спасителя (1837—1860) — кафедральный собор Русской православной церкви недалеко от Кремля на левом берегу Москвы-реки.
- Храм Рождества Пресвятой Богородицы в Вязьме — 18 апреля 1911 года комитет по увековечиванию памяти Отечественной войны, созданный к празднованию 100-летнего юбилея, постановил: «Богородицкую церковь, как находившуюся в центре боя 22 октября 1812 года, считать храмом памятником войны 1812 года и внутри её на колоннах поместить мраморные доски с именами павших в этом бою воинов»[16].
- Церковь Успения Пресвятой Богородицы (Малоярославец) — с освящения церкви 11 октября 1912 года начались торжества, посвящённые 100-летию сражения за Малоярославец.
- Часовня памяти событий 1812 года в Павловском Посаде. Воздвигнута на пересечении Дубровской и Купеческой улиц, напротив Воскресенского собора в 1912 году. Разрушена в 1932 году и восстановлена в 2010 году.
- Храм Космы и Дамиана в селе Кокрять Старомайнского района Ульяновской области[17].
- Казанская церковь в селе Дмитриево-Помряскино, восстанавливается[18].
- Храм Рождества Христова в с. Старый Тукшум.
- Церковь Николая Чудотворца в с. Кротково.
- Церковь Михаила Архангела в с. Никитино.
- Хошеутовский хурул — буддийский храм в стиле русского классицизма, располагающийся в селе Речное Харабалинского района Астраханской области и построенный в 1814—1817 годах в честь победы в Отечественной войне 1812 года по инициативе Серебджаба Тюменя, оплатившего часть расходов на строительство хурула[19].

Колонны и обелиски
- Памятная колонна в Дорогобуже, установлена 26 октября 1812 года[20]
- Колонна победы (Рига), установлена в 1817 году и демонтирована в 1915.
- Обелиск братьям Броглио, установлен в 1827 году.
- Памятник Героям Отечественной войны 1812 года в с. Тарутино Калужской области (установлен в 1834 г., в 1855 г. отреставрирован)
- Александровская колонна на Дворцовой площади Санкт-Петербурга (1834)
- Николай I в 1835 году издал указ о памятниках Отечественной войны 1812 года. Было решено поставить похожие колонны-часовни (трёх классов) по проекту архитектора А. Адамини на местах важнейших сражений Отечественной войны 1812 года. Всего планировали поставить 16 колонн-часовен, до революции 1917 года было сооружено семь, уцелел к началу XXI века один (в Смоленске, 2-го класса), но некоторые были воссозданы:

- Бородинский памятник — единственный монумент 1-го класса, главный памятник героям Бородинского сражения, был построен в 1839 году на месте батареи Раевского на Бородинском поле, снесён в 1932 году и воссоздан в 1987 году. Рядом с монументом находится могила Багратиона.
- Памятник защитникам Смоленска 1812 года, колонна установлена в 1841, единственная уцелевшая из 7 оригинальных николаевских колонн-часовен.
- Монумент в память Малоярославецкого сражения 12 октября 1812 г., установлен в 1844 году, снесён в 1931 году и воссоздан в 2010 году.
- Памятник героям Отечественной войны 1812 года в г. Красном, установлен в 1847 году, снесён в 1931 году и воссоздан в 2012 году.
- Памятник героям Отечественной войны 1812 года (Полоцк), установлен в 1850 году, снесён в 1931 году и воссоздан в 2010 году.
- Памятник Павловским гренадерам на Бородинском поле, установлен 1911 году.
- В 1912 году, к 100-летней годовщине победы в Отечественной войне 1812 года, в районе Бородинского поля установили 35 памятных обелисков, в честь воинских подразделений участвовавших в боях.[21]
- Памятник героям Отечественной войны 1812 года в г. Красном, установлен 1912 году.
- Обелиск на Каролинской площади в Мюнхене (в память о 28 тысячах баварских солдат, погибших во время Русского похода 1812 года)[22][23][24].
- Памятник Новгородскому ополчению 1812 года открыт в 2012 году.
- Также события Отечественной войны 1812 года увековечивают многие стелы «Город воинской славы» — колонны с барельефами, сооружённые в начале XXI века (в том числе в Белгороде, Великих Луках, Волоколамске, Вязьме, Гатчине, Дмитрове, Ломоносове, Малоярославце, Можайске, Пскове, Старой Руссе, Твери и Тихвине).

### Здания и сооружения
- Манеж (Москва) (1817)
- В качестве памятника к 100-летию войны был оформлен Бородинский мост в Москве (1911—1912).

### Скульптура
- Толстой, Фёдор Петрович. Серия медальонов на темы Отечественной войны 1812 года.
- 26 августа 1839 года, Бородино. Монумент в память доблестных защитников Отечества. Автор — А. Адамини[25]
- 8 сентября 1862, Великий Новгород — Памятник «Тысячелетие России»
- 1912, Вязьма. Памятник «Доблестным предкам» и Перновскому полку.
- 1912, Смоленск. Памятник Софийскому полку. Автор проекта — рядовой солдат 7 роты Софийского полка смолянин Б. Н. Цапенко.
- 1912, Витебск. Памятник героям Отечественной войны 1812 г. Автор проекта — архитектор И. А. Фомин[26]
- 10 сентября 1913, Смоленск. Памятник Героям 1812 года. Авторы — скульптор С. Р. Надольский и инженер Н. С. Шуцман[27]
- 1912, Ляды (Дубровенский район). Гранитный обелиск с надписью «В 1812 году войска императора Наполеона перешли здесь границу старой России 2 августа, наступая победоносно на Москву; 6 ноября отступая после тяжёлого поражения»[28].
- Мемориальный комплекс «Брилевское поле» в Борисовском районе Минской области.
- 1912, Памятник русской славы
- Памятник русским воинам в городе Кобрин в честь победы в бою под Кобрином, открыт в 1913 году. Современный вид с 1951 года.
- Памятник Героям Отечественной войны 1812 года в Лефортово — открылся в 2013 году.

#### ПамятникиМ. И. Кутузову
- 25 декабря 1837, Санкт-Петербург. У Казанского собора. Скульптор — Б. И. Орловский, литьё — В. П. Екимов, архитектор — К. А. Тон
- 26 августа 1912, Смоленск. Бюст Кутузова. Скульптор — М. М. Страховская
- 20 июня 1954, Смоленск. Памятник М. И. Кутузову. Скульптор — Г. И. Мотовилов[29] и архитектор Л. М. Поляков.
- 1958 Памятник-бюст Кутузовa возле Кутузовской избы, скульптор — Н. В. Томский
- 1973 Москва. Памятник М. И. Кутузову и славным сынам русского народа. Скульптор — Н. В. Томский, архитектор — Л. Г. Голубовский.[30]

#### ПамятникиБарклаю де Толли
- Первый памятник Барклаю-де-Толли был сооружён в Германии в 1818 году над местом захоронения сердца полководца, в трёхстах метрах от дома на мызе Штилитцен (недалеко от Инстербурга в Восточной Пруссии) по инициативе короля Фридриха Вильгельма III. Автор — К. Ф. Шинкель[31].
- 25 декабря 1837, Санкт-Петербург. У Казанского собора. Скульптор — Б. И. Орловский, литьё — В. П. Екимов, архитектор — К. А. Тон
- 1849, Тарту. Памятник Барклаю де Толли. Скульптор В. И. Демут-Малиновский, архитектор — А. Ф. Щедрин
- 1913, Рига. Памятник Барклаю-де-Толли. Автор В. Вандшнейдер-Шарлоттенбург[31]. Восстановлен 22 декабря 2001 года Евгением Гомбергом[32].
- 31 марта 2007, Черняховск, Калининградская область. Памятник Барклаю-де-Толли. Скульптор — Владимир Суровцев.

#### Памятники другим героям войны
- Бюст К. К. Сиверса в Цесисе
- Бюст и музей Я. П. Кульнева в Лудзе
- Обелиск Я. П. Кульневу в Друя Браславского района Витебской области
- Бюсты в смоленском Сквере памяти героев
- 7 июля 1967 года на живописной поляне Ямского леса недалеко от села Успенское на участке Владимирского тракта из Богородска в Павловский Посад был установлен обелиск в честь Герасима Курина и партизан Отечественной войны 1812 года.
- Памятники генералу Д. П. Неверовскому.
- 1987 Смоленск. Аллея генералов участников обороны Смоленска в 1812 году[33]
- В 1990 году в Павловском Посаде установлен памятник Герасиму Курину.
- Памятник Багратиону (Москва) (1999 г.) и памятник Багратиону (Санкт-Петербург) (2012 г.)
- 26 июня 2022 года, в год 210-летнего юбилея Отечественной войны 1812 года, в Беларуси в городе Полоцке на улице Кульнева установлена памятная табличка-портрет Я. П. Кульнева
- Мемориальная доска в честь участницы Отечественной войны 1812 года, разведчицы Федоры Мироновой (2023, Полоцк). Установлена на здании по улице Ф. Мироновой.

### Памятные знаки и доски
- Георгиевский зал Большого Кремлёвского дворца. В нишах и на стенах помещены мраморные доски, на которых золотыми буквами написаны названия прославленных воинских частей и имена георгиевских кавалеров.[34]
- 1912 Смоленск. Мемориальные доски полков участников обороны Смоленска в 1812 г.
- 1912, Москва. Мемориальные доски на пилонах Бородинского моста.
- 1987 Смоленск. Памятник партизанам 1812 г.

### Надгробья
- 13 июня 1813 года в Казанском соборе похоронен М. И. Кутузов. Могила замурована гранитной плитой и обнесена тёмной бронзовой оградой, установленной в 1814 году по проекту А. Н. Воронихина.[35]

Над мемориальной доской — икона Смоленской богоматери, находившаяся у гроба Кутузова перед погребением. Над ней огромная картина художника Ф. Я. Алексеева, помещённая здесь в 1810 году — «Крестный ход на Красной площади в 1612 году по случаю освобождения Москвы от польских интервентов». На пилястрах — шесть трофейных французских знамён и штандартов и шесть связок ключей.

- Йыгевесте, Эстония — Мавзолей Барклая-де-Толли. Скульптор В. И. Демут-Малиновский, архитектор — А. Ф. Щедрин[37]

Мавзолей, названный впоследствии «Великой гробницей Эстонии», стоит на правом берегу реки Эмбах, на высоком холме, где любил вечерами прогуливаться больной фельдмаршал и часто оставался в одиночестве, любуясь живописными далями. Здесь же, в кургане, по приказу Барклая-де-Толли был захоронен его боевой конь.

- Старое Новодевичье кладбище, Москва — могила Дениса Давыдова. Бюст на могиле — скульптор Е. А. Рудаков, 1955.
- Некрополь Донского монастыря[38].
- Семёновское военное кладбище — на кладбище погребали умерших от ранений в Московском военном госпитале и лазаретах солдат, офицеров и ветеранов Отечественной войны 1812 года.
- Памятник на могиле французов, павших в Москве (1812) — установлен в 1889 году.
- 5 августа 1912 Смоленск. Памятник на могиле генерала А. А. Скалона.
- Вознесенское кладбище, Яранск, Кировская область — монументальная композиция, которую местные краеведы считают памятником яраничам, участникам Отечественной войны 1812 года. На самом деле, скорее всего, надгробный памятник одному из участников войны из рода Еропкиных.

## Живопись и графика
- Военная галерея
- Портреты многих героев войны 1812 года Соломона Карделли и им изданная коллекция (1813) двенадцати главных побед русских над французами, выгравированные им по картинкам Доменико Скотти при помощи русских мастеров Фёдорова и Беггрова (2-е изд., М. 1879).
- Альберт (Альбрехт) Адам. Рисунки и литографии
- В. В. Верещагин. Цикл полотен об Отечественной войне 1812 года
- Петер Гесс. Сражения 1812 года
- Франсиско Гойя. Офорты из серии «Бедствия войны»
- Франц Рубо. Фрагменты панорамы «Бородинская битва»
- Христиан Вильгельм Фабер дю Фор. Рисунки и литографии
- Александр Юрьевич Аверьянов. Диорама «Сражение при Малоярославце 12/24 октября 1812 года»

## Музыка
- П. И. Чайковский — Увертюра «1812 год» (op. 49 1880, издана в издательстве Юргенсона в 1882).

На титульном листе партитуры Чайковский написал: «1812. Торжественная увертюра для большого оркестра. Сочинил по случаю освящения Храма Спасителя Пётр Чайковский»

По одним данным Премьера состоялась 8 августа 1882 года в Москве, во время Всероссийской промышленно-художественной выставки (дирижёр И. К. Альтани)
По другим — 22 октября 1883 года в Москве (дирижёр — М. К. Эрдмансдёрфер).
Исполнялась неоднократно и имела большой успех в Москве, Смоленске, Павловске, Тифлисе, Одессе, Харькове, Праге, Берлине, Брюсселе, в том числе под управлением самого автора.
- С. С. Прокофьев — опера «Война и мир». (op. 91, 1941—1943)
  - 16 октября 1944, Москва — первый показ оперы (под фортепиано и Ансамбль советской оперы ВТО)
  - 7 июня 1944, Москва — БЗК, Концертное исполнение. Дирижёр — Самуил Самосуд
  - 12 июня 1946, Ленинград — 2-я редакция, Малый оперный театр. Дирижёр — Самуил Самосуд, постановка Бориса Покровского
  - 15 декабря 1959, Москва — Большой театр. Дирижёр — А. Ш. Мелик-Пашаев, постановка Бориса Покровского
- Военные песни и марши (победные — на взятие городов и траурные — на смерть героев), а также произведения, воспевающие победу, — хоры, куплеты на возвращение войск и императора[41].

## Театр
- 1941 — Александр Гладков «Давным-давно».
- август 1941, Москва — Радиопостановка (Шурочка Азарова — Мария Бабанова).
- 1942, Ташкент — Театр Революции (Шурочка Азарова — Мария Бабанова).
- 7 ноября 1941 — осаждённый Ленинград (под названием «Питомцы славы») Театр Николая Акимова (Шурочка Азарова — Елена Юнгер).
- эвакуация 1942, Свердловск — Театр Красной Армии режиссёр — Алексей Попов. Композитор — Тихон Хренников. Шурочка Азарова — Любовь Добржанская.
- 1964 — Театр Советской Армии Режиссёр — Алексей Попов. Композитор — Тихон Хренников (в гл роли — Лариса Голубкина).
- 3 апреля 1979, Ленинград — Балет «Гусарская баллада» состоялась Театре оперы и балета им. Кирова. (Хореографы — Олег Виноградов и Дмитрий Брянцев).
- 1980, Москва — Большой театр балет «Гусарская баллада» (Хореографы — Олег Виноградов и Дмитрий Брянцев)[42].
- 2005 — Театр Советской Армии Режиссёр-постановщик — Борис Морозов. Композитор — Тихон Хренников (в главной роли — Татьяна Морозова).

## Кинематограф
- 1912 — «1812 год» (Отечественная война / Нашествие Наполеона / Бородинский бой), режиссёры — Василий Гончаров, Александр Уральский, Кай Ганзен. Фильм снят А. А. Ханжонковым[43][44]
- 1915 — «Война и мир», режиссёры — Яков Протазанов, Владимир Гардин[45]
- 1944 — «Кутузов», режиссёр — Владимир Петров
- 1956 — «Война и мир», режиссёр — Кинг Видор
- 1959 — «Тоже люди», режиссёр — Георгий Данелия
- 1962 — «Гусарская баллада», режиссёр — Эльдар Рязанов
- 1968 — «Война и мир», режиссёр — Сергей Бондарчук
- 1980 — «Эскадрон гусар летучих», режиссёр — Станислав Ростоцкий
- 2007 — «Война и мир», режиссёр — Роберт Дорнхельм
- 2013 — «Василиса», режиссёр — Антон Сиверс

## Топонимика
- Площадь 1812 года в городе Томске
- улицы 1812 года в различных городах России
- Бородинская улица
- Бородинская площадь (Тирасполь)
- Бородинский мост
- городские топонимы, носящие имена героев 1812 года:
  - улица Кутузова,
  - Кутузовский проспект,
  - улица Барклая,
  - Барклаевская улица,
  - улица Генерала Ермолова,
  - улица Багратиона,
  - мост Багратиона,
  - улица Дениса Давыдова,
  - улица Василисы Кожиной,
  - улица Надежды Дуровой,
  - 228 улиц в городах России в честь героя или события войны 1812 г.[46]
- Бородино (город),
- Острова Бородино в Японском архипелаге,
- остров Бородино у Антарктиды,
- подводная возвышенность близ Антарктиды, подводные горы: Наполеон, Багратион, Кутузов; остров БАРКЛАЙ ДЕ ТОЛЛИ (Рароиа), атолл. Тихий океан, острова Туамоту, острова Россиян. 15°56' ю. ш., 142°12’з. д.; остров Ермоловa (Таэнга), атолл. Тихий океан, острова Туамоту, острова Россиян. 16°22' ю. ш., 143°06' з. д.; полуостров ЗЕМЛЯ АЛЕКСАНДРАI. Антарктида, Антарктический полуостров. 71°30' ю. ш., 71°00' з. д.; остров КУТУЗОВА (Макемо), атолл. Тихий океан, острова Туамоту, острова Россиян. 16°37' ю. ш., 143°35' в. д.; остров КУТУЗОВА (Утирик), атолл. Тихий океан, Маршалловы острова. 11°20' с. ш., 169°59' в. д.; остров КУТУЗОВА (Сетана), бухта. Японское море, Япония, остров Хоккайдо. 42°28' с. ш., 139°50' в. д.; мыс КУТУЗОВА (Моцута), Японское море, Япония, остров Хоккайдо. 42°37' с. ш., 139°43' в. д.; остров КУТУЗОВА, мыс. Берингово море, Аляска, Бристольский залив. 56°18' с. ш., 160°20' з. д.; мыс КУТУЗОВА, Аляска; остров МАЛЫЙ ЯРОСЛАВЕЦ (Сноу), Антарктика, Южные Шетландские острова. 62°45' ю. ш., 61°20' з. д.; атолл Милорадовича (Фааите), Тихий океан, острова Туамоту, острова Россиян. 16°45' ю. ш., 145°15' з. д.; бухта МУРАВЬЁВА, Каспийское море, Красноводский залив; атолл Остен-Сакена (Катиу), Тихий океан, острова Туамоту, острова Россиян. 16°25' ю. ш., 144°20' з. д.; остров Полоцк (Роберте), Антарктика, Южные Шетландские острова. 62°25' ю. ш., 59°30' з. д.; острова Раевского, Тихий океан, острова Туамоту, острова Россиян. 16°45' ю. ш., 144°20' з. д.; атолл РИМСКОГО-КОРСАКОВА (Ронгелап), Тихий океан, Маршалловы острова. 11°20’с. ш.,166°55' в. д.; остров Смоленск (Ливингстон), Антарктика, Южные Шетландские острова. 62°34' ю. ш., 60°30' з. д.; атолл ЧИЧАГОВА (Таханеа), Тихий океан, острова Туамоту, острова Россиян. 16°50' ю. ш., 144°45' з. д.; атолл Чичагова (Эрикуб), Тихий океан, Маршалловы острова. 9°05' с. ш., 170°00' в. д.; залив ШЕВЧЕНКО (Паскевича), Аральское море, северное побережье; мыс Шишкова (Томамаэ), Японское море, Япония. 44°18' с. ш., 141°38' в. д.; мыс Шишкова (Кейв), Берингово море, Аляска, Бристольский залив. 54°47' с. ш., 164°37' з. д.; остров Шишкова(Кларенс), Антарктика, Южные Шетландские острова. 61°15' ю. ш., 54°06' з. д.[47];

## Каронимика (названия кораблей), как первые памятники подвигу россиян в войне 1812 года
На флотах не менее 22-х стран мира бороздили и ходят по океанам, морям и рекам корабли, названные в честь участников войны 1812 г. Только кораблей, названных в честь участников Бородинской битвы выявлено не менее 233 единиц. Первыми в мире памятниками подвигу россиян в войне 1812 года явились названия английских кораблей: Бородино, Князь Кутузов, Платов, Казак, Смоленск, Вильно, Москва, как объект нематериального наследия. В мае 1813 г. российская пресса сообщала:

«из Лондона от 4 мая. Недавно спущены на воду многия корабли, коим даны имена: Бородино, Князь Кутузов, Платов, Козак, Вильна, Смоленск и Москва»— «Северная почта, или, Новая Санктпетербургская Газета». № 42, Генварь-Декабрь 1813. С.40.

## Монеты
1 рубль 1912 года
- Лицевая сторона — уменьшенная копия малой государственной печати Александра I, на которой изображён государственный герб — двуглавый орёл со скипетром, державой и большой Императорской короной в окружении гербов Великого Княжества Финляндского, Царства Казанского, Царства Сибирского, Киева, Новгорода и Астрахани и надпись: «АЛЕКСАНДРЪ I БОЖІИЮ МИЛОСТІЮ ИМПЕРАТОРЪ И САМОДЕРЖЕЦЪ BCEPOCCIИСКІЙ». На оборотной стороне — в обрамлении юбилейных дат «1812» и «1912» помещён текст, взятый из манифеста: «Славный годь сей минулъ, но не пройдутъ содъянные въ немъ подвиги». Автор штемпелей лицевой стороны монет М. А. Скуднов, штемпель оборотной стороны был исполнен резчиками Санкт-Петербургского Монетного двора с помощью пуансонов.

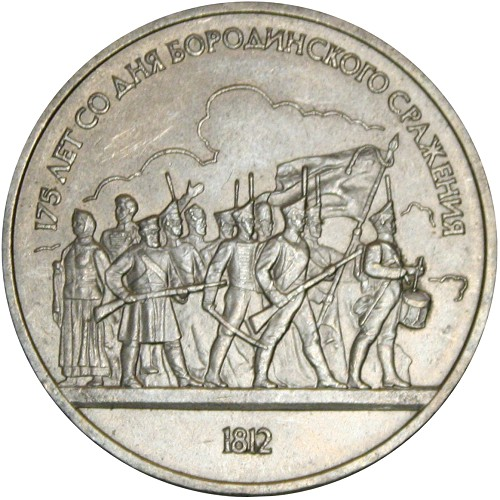
Монета достоинством 1 рубль в честь 175-летия Бородинского сражения

 Монета была отчеканена в количестве 26 тыс. 500 штук и так же, как юбилейная нагрудная медаль в честь этого события, была предназначена для раздачи нижним чинам, участвовавшим в юбилейном параде в Москве.

1 рубль 1987 года

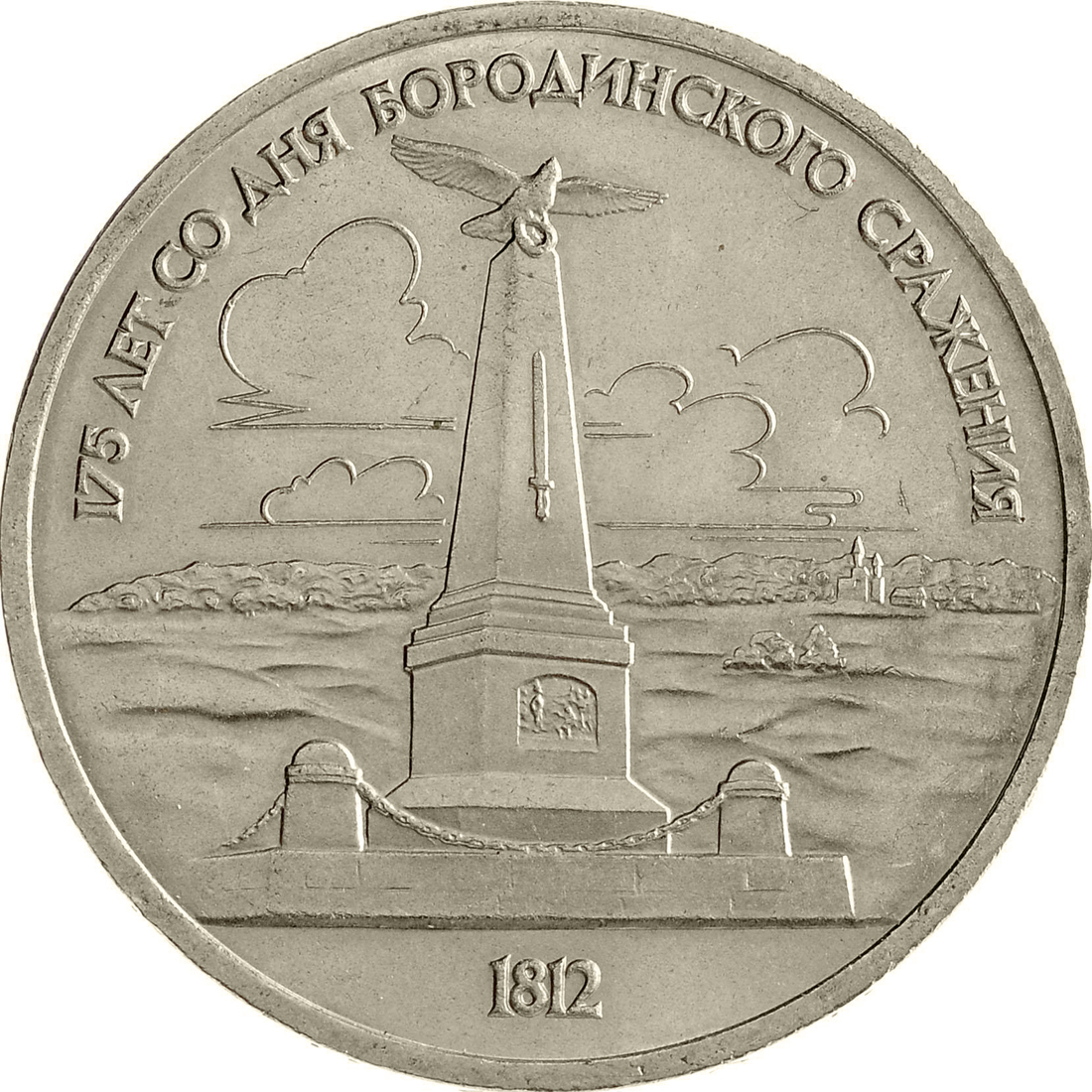
Монета СССР «175-летие со дня Бородинского сражения: Памятник Кутузову», 1 рубль, 1987 г.

- Монета СССР «175-летие со дня Бородинского сражения: Памятник Кутузову», 1 рубль, 1987 г.Посвящён 175-летию со дня Бородинского сражения 1812 года. Монета выполнена из медно-никелевого сплава белого цвета. Диаметр 31 мм. С лицевой и оборотной сторон — выступающий кант по окружности. На лицевой стороне — государственный герб СССР, надписи: «СССР», «1 рубль», «1987». На оборотной стороне — рельефное изображение памятника фельдмаршалу М. И. Кутузову в районе его командного пункта на Бородинском поле, в верхней части по окружности — надпись: «175 ЛЕТ СО ДНЯ БОРОДИНСКОГО СРАЖЕНИЯ», внизу — дата: «1812».

1 рубль 1987 года
- Посвящён 175-летию со дня Бородинского сражения 1812 года. Монета выполнена из медно-никелевого сплава белого цвета. Диаметр 31 мм. С лицевой и оборотной сторон — выступающий кант по окружности. На лицевой стороне — государственный герб СССР, надписи: «СССР», «1 рубль», «1987». На оборотной стороне — барельеф на фоне облаков, являющийся частью комплекса на Бородинском поле. Барельеф с группой участников бородинского сражения «ополчение» является фрагментом памятника фельдмаршалу М. И. Кутузову в Москве. В верхней части по окружности — надпись: «175 ЛЕТ СО ДНЯ БОРОДИНСКОГО СРАЖЕНИЯ», внизу — дата: «1812».

Серия монет 2012 года
- В 2012 году ЦБ РФ выпустил серию монет, посвящённую 200-летие победы России в Отечественной войне 1812 года. Серия состоит из:

- семнадцати монет номиналом 2 рубля (одна монета — «Эмблема празднования 200-летия победы в Отечественной войне 1812 года» и 16 монет — «Полководцы и герои Отечественной войны 1812 года»);
- десяти монет номиналом 5 рублей («Сражения и знаменательные события Отечественной войны 1812 года и заграничных походов русской армии 1813—1814 годов»);
- одной монеты номиналом 10 рублей (на реверсе монеты изображена Триумфальная арка).

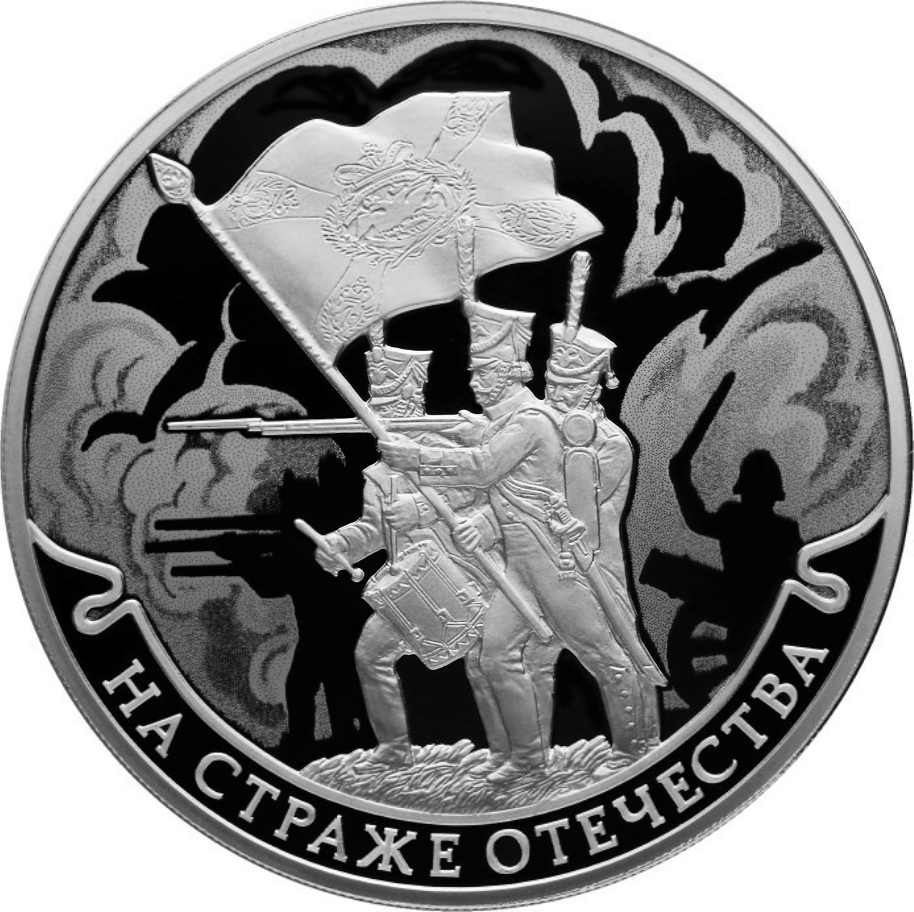
Монета Банка России 2018 г., Серия: На страже Отечества. Солдаты Отечественной войны 1812 года. 3 рубля, серебро, реверс, пруф.
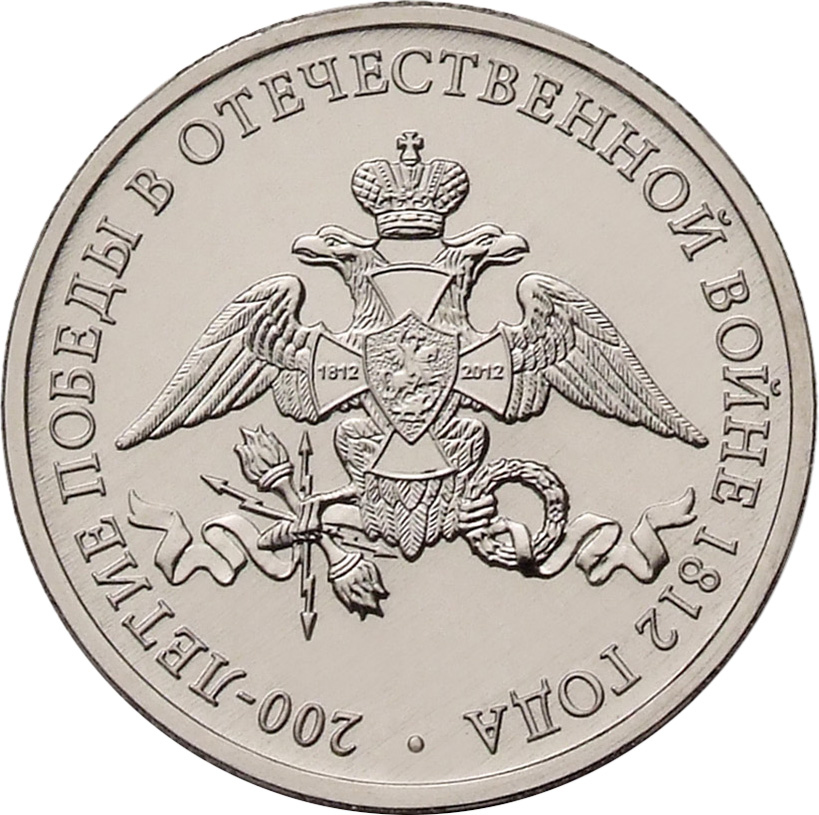
200-летия победы в Отечественной войне 1812 года.
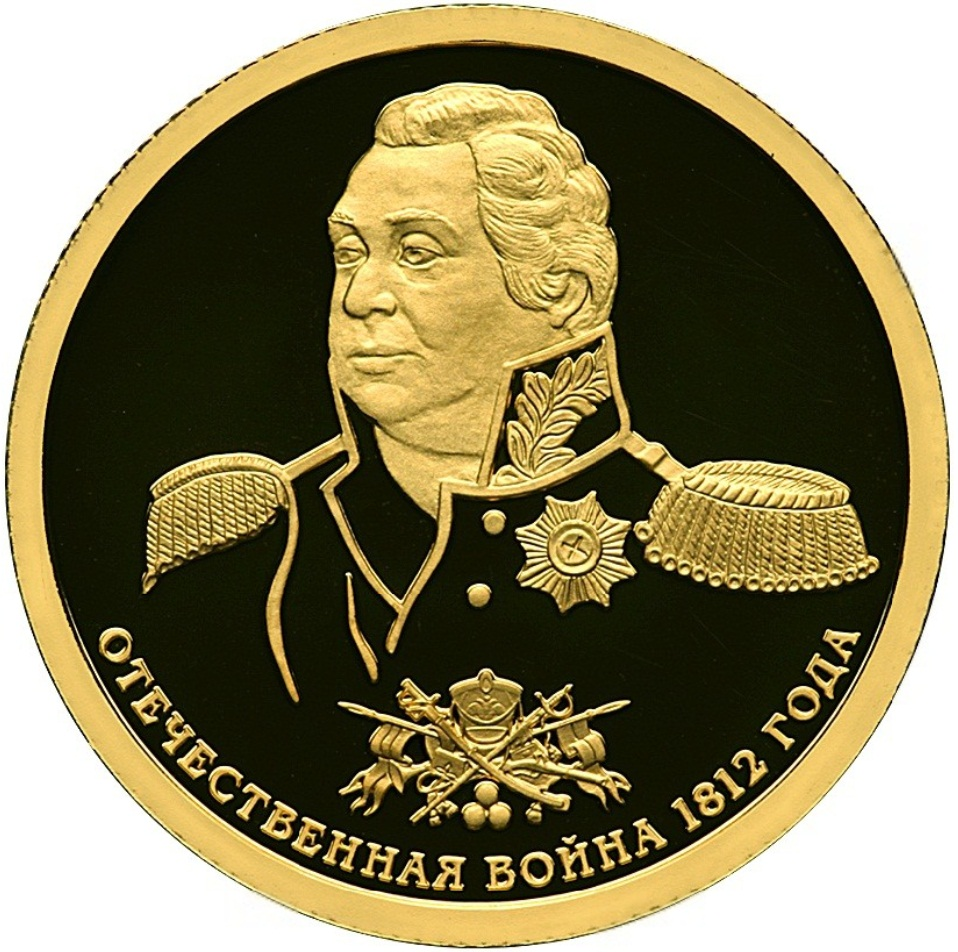
Памятная монета Банка России. Историческая серия: 200-летие победы России в Отечественной войне 1812 года — М. И. Кутузов. Выпуск 3 сентября 2012 года. 50 рублей, золото, реверс.
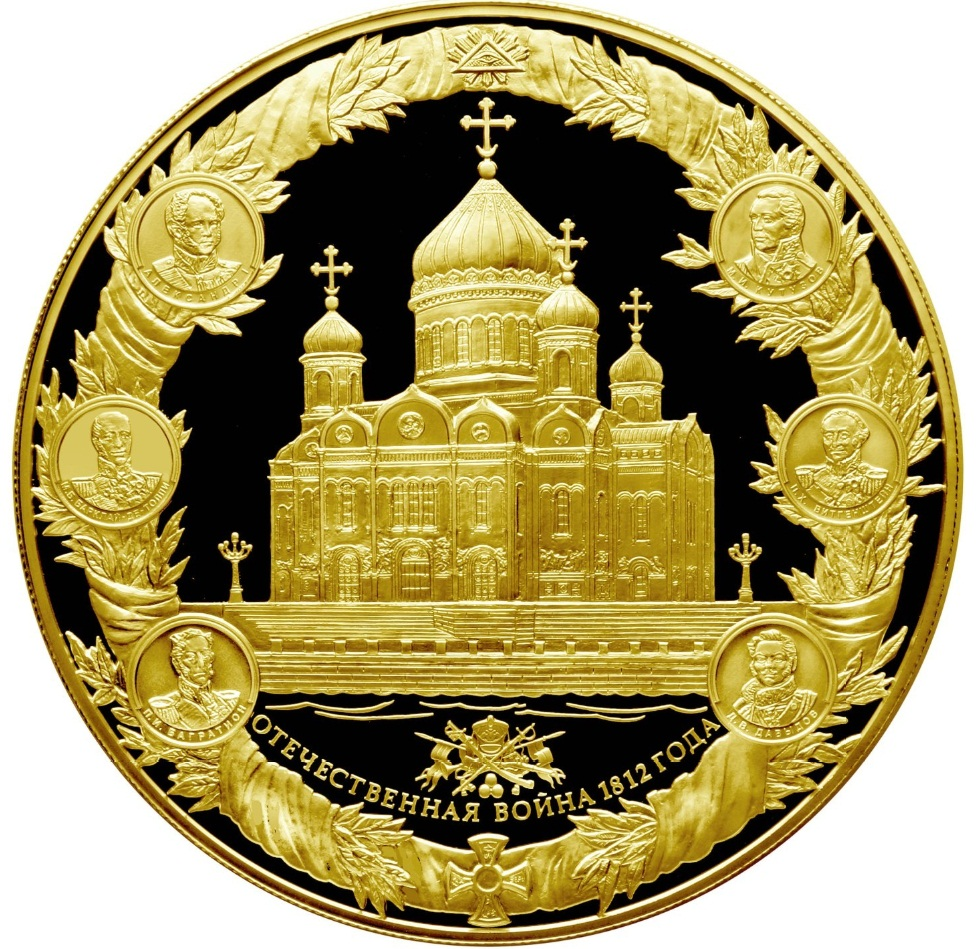
Памятная монета Банка России "200-летие победы России в Отечественной войне 1812 года", выпуск 1 ноября 2012 года. 25 000 рублей, золото, реверс.
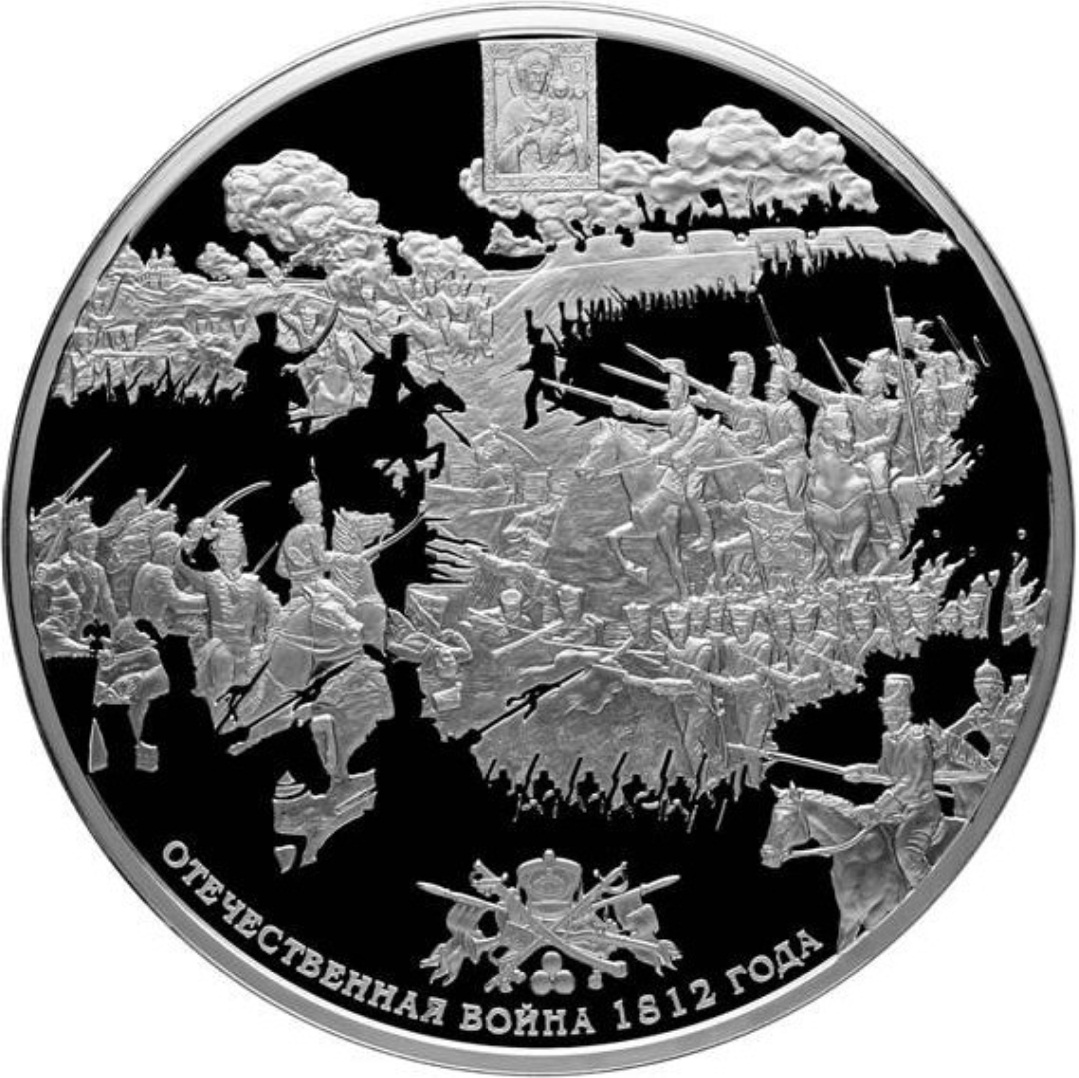
Памятная монета Банка России «Историческая серия: 200-летие победы России в Отечественной войне 1812 года».

## Медали, жетоны и значки

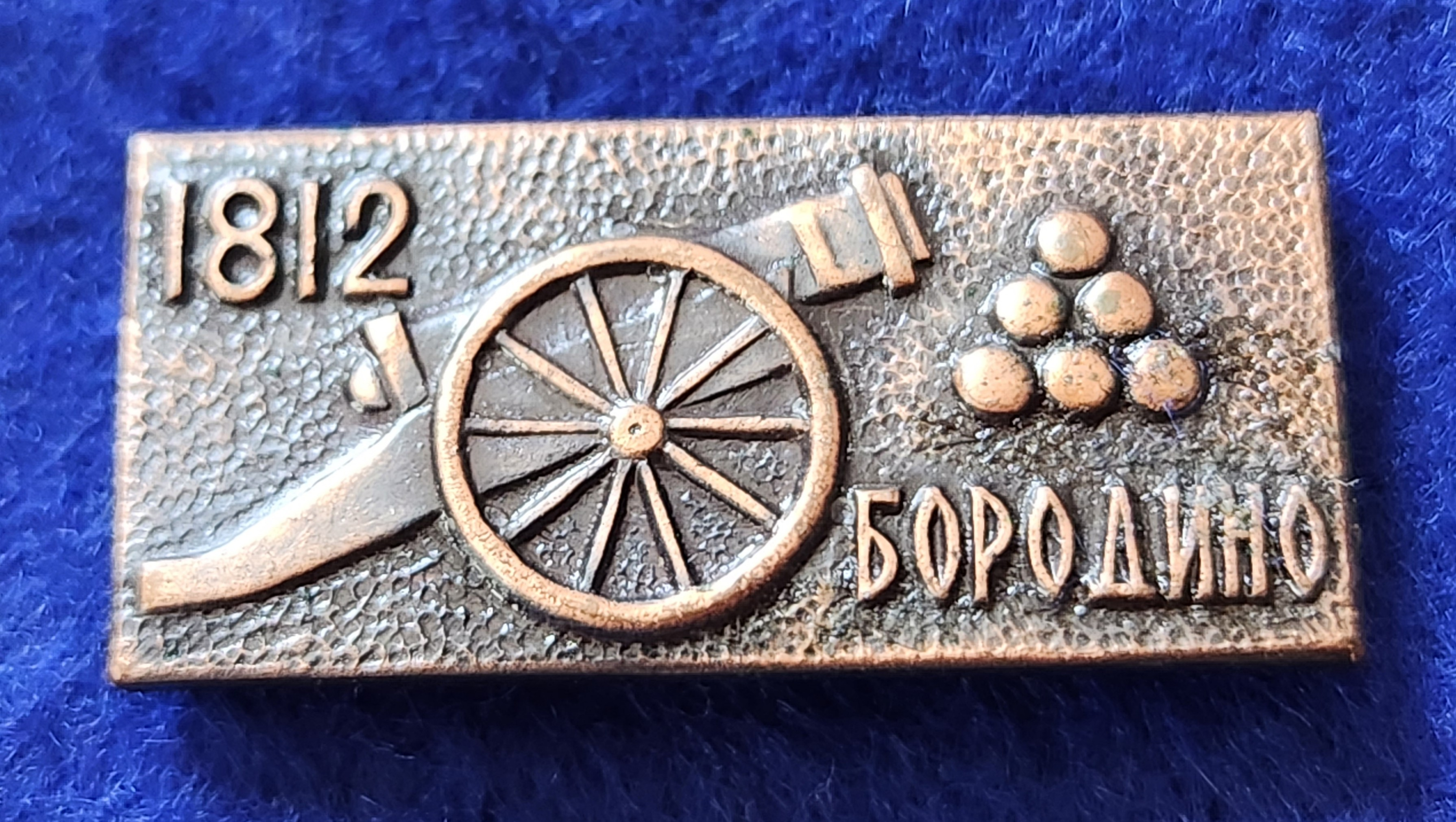
Бородино 1812 значок

- Настольная памятная медаль «В память Отечественной войны 1812 года», 1912 г.[57]
- Нагрудная медаль «В память столетия Отечественной войны 1812 года», 1912 г.[58]
- Настольная медаль «В память столетия Отечественной войны 1812 года», 1912 г.[59]
- Жетоны в память 100-летия Отечественной войны 1812 года, 1912 г.[60]
- Подмазо А. А. Каталог значков, посвящённых Отечественной войне 1812 г

## Филателия

### Марки
Земские почтовые марки выпущенные в 1912 году к 100-летней годовщине победы над Наполеоном.

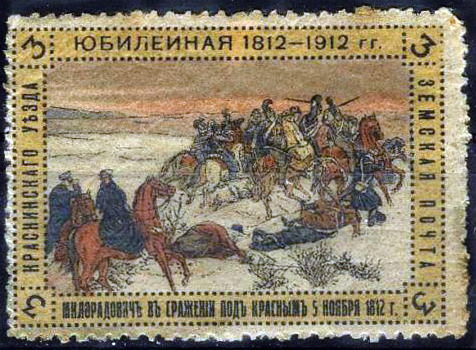
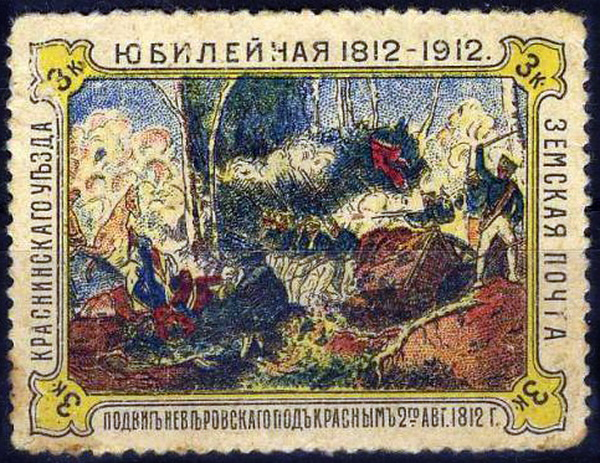

В 1962 году была выпущена серия из четырёх почтовых марок СССР, посвящённых 150-летию Отечественной войны 1812 года:

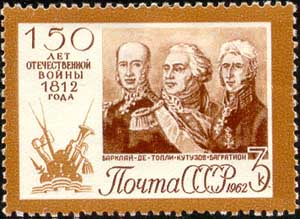
Почта СССР, 1962 год, номинал 3 коп.
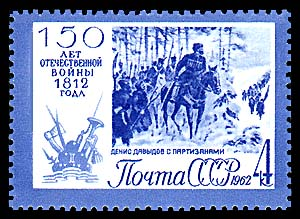
Почта СССР, 1962 год, номинал 4 коп.
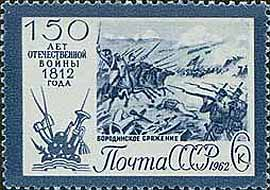
Почта СССР, 1962 год, номинал 6 коп.
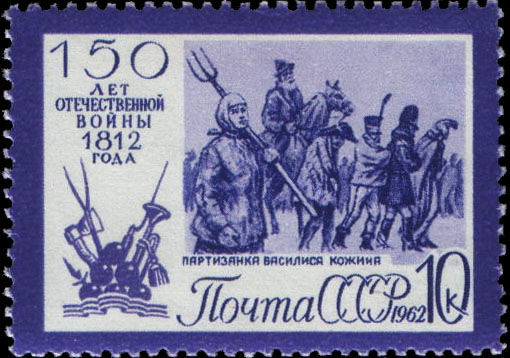
Почта СССР, 1962 год, номинал 10 коп.
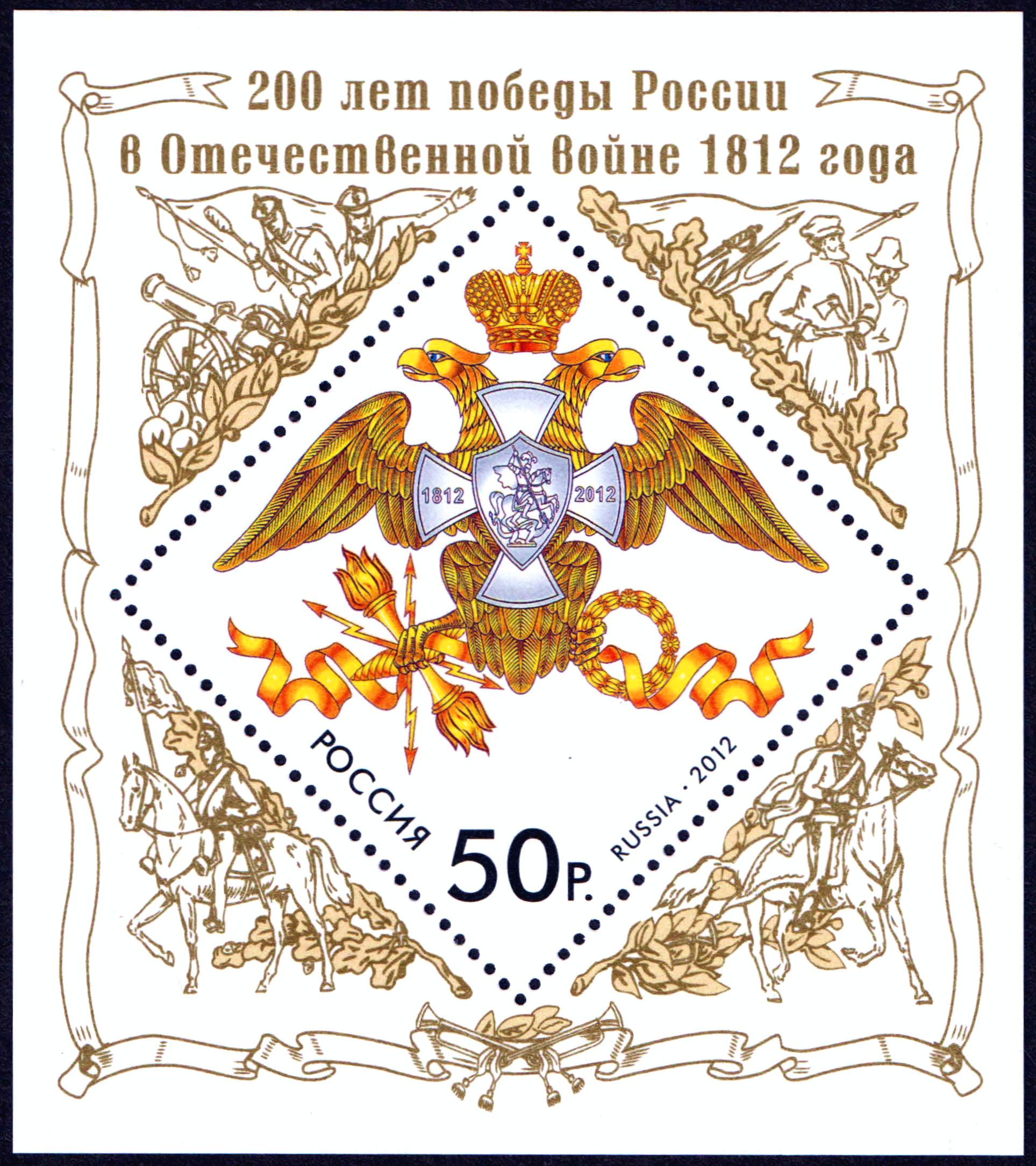
Марка России. 2012 г.
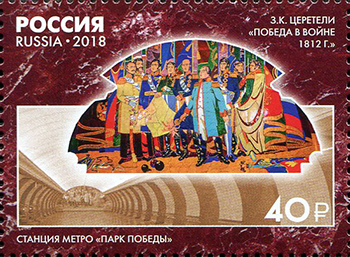
Марка России, 2018 г.
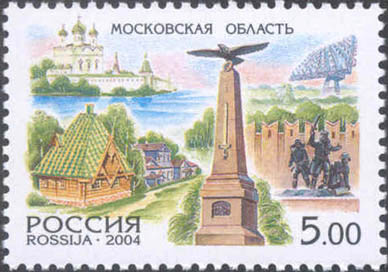
Марка России 2004.

### Конверты

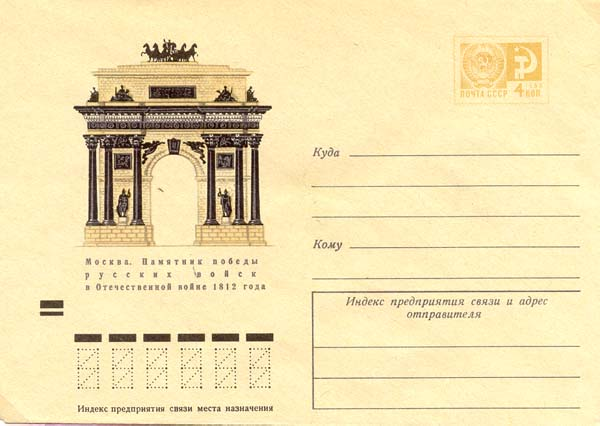
Почта СССР, 1970 год
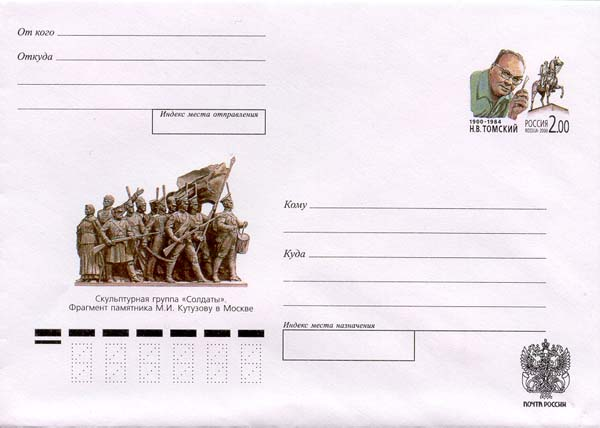
Почтовый конверт России - Н. В. Томский. Бородинская панорама - памятник Кутузову.

## Шахматы
- Бегство Наполеона из Москвы в Париж — шахматная задача, составленная А. Д. Петровым

## Игры
В честь двухсотлетия Отечественной войны 1812 года российские разработчики из компании Adequate Worlds создали игру «1812».